# Challenger de Winnipeg 2024
El torneo Winnipeg National Bank Challenger 2024, denominado por razones de patrocinio Winnipeg National Bank Challenger Presented By Mbuilds fue un torneo de tenis perteneció al ATP Challenger Tour 2024 en la categoría Challenger 75. Se trató de la 7ª edición; el torneo tuvo lugar en la ciudad de Winnipeg (Canadá), desde el 8 hasta el 14 de julio de 2024 sobre pista dura al aire libre.

## Jugadores participantes del cuadro de individuales
| Preclasificado | País                      | Jugador            | Rank1 | Posición en el torneo |
| 1              | Bandera de Estados Unidos | Jeffrey John Wolf  | 115   | Segunda ronda         |
| 2              | Bandera de Francia        | Térence Atmane     | 131   | Segunda ronda         |
| 3              | Bandera de Francia        | Benjamin Bonzi     | 150   | CAMPEÓN               |
| 4              | Bandera de Estados Unidos | Patrick Kypson     | 157   | Baja                  |
| 5              | Bandera de Canadá         | Alexis Galarneau   | 169   | Primera ronda         |
| 6              | Bandera de Australia      | Tristan Schoolkate | 176   | Cuartos de final      |
| 7              | Bandera de Francia        | Hugo Grenier       | 183   | Cuartos de final      |
| 8              | Bandera de China Taipéi   | Hong Seong-chan    | 184   | Primera ronda         |

- 1 Se ha tomado en cuenta el ranking del 1 de julio de 2024.

### Otros participantes
Los siguientes jugadores recibieron una invitación (wild card), por lo tanto ingresan directamente al cuadro principal (WC):
- Liam Draxl
- Vasek Pospisil
- Keegan Rice

Los siguientes jugadores ingresan al cuadro principal tras disputar el cuadro clasificatorio (Q):
- Antoine Bellier
- Hady Habib
- Mark Lajal
- Andres Martin
- Aidan Mayo
- James Trotter

## Campeones

### Individual Masculino
- Benjamin Bonzi derrotó en la final a  Sho Shimabukuro por 5–7, 6–1, 6–4

### Dobles Masculino
- Christian Harrison /  Cannon Kingsley derrotaron en la final a  Yuta Shimizu /  Kaichi Uchida por 6–1, 6–4